# ریشار بری
ریشار بری (فرانسوی: Richard Berry‎؛ زادهٔ ۳۱ ژوئیهٔ ۱۹۵۰) یک هنرپیشه، کارگردان، و فیلم‌نامه‌نویس اهل فرانسه است. وی از سال ۱۹۷۲ میلادی تاکنون مشغول فعالیت بوده‌است.
از فیلم‌ها یا برنامه‌های تلویزیونی که وی در آن نقش داشته‌است می‌توان به ساکت باش، طعمه، مایریگ، پلاک ۵۸۸ خیابان پارادی، نوازنده ویولون، بدل، اگر من یک مرد ثروتمند بودم، افرادی که همدیگر را دوست دارند و برای ساشا اشاره کرد.